# Will Vodery
Will Vodery (Philadelphia, 8 oktober 1885 – 18 november 1951) was een Amerikaanse componist, dirigent, arrangeur en orkestrator en een van de weinige zwarte Amerikanen van zijn tijd die naam maakte als componist op Broadway, grotendeels werkzaam voor Florenz Ziegfeld. Hij had kantoren in het Gaiety Theatre-kantoorgebouw op Times Square.

## Biografie
Zijn moeder was pianiste en zijn vader was leraar aan de Lincoln University. Al op jonge leeftijd verhuurde de familie van Vodery kamers aan theaterartiesten, waardoor Will aan het begin van de 20e eeuw werd blootgesteld aan veel getalenteerde zwarte artiesten, waaronder leden van Williams & Walker Co. Hij studeerde aan de University of Pennsylvania met een beurs bij Hugh A. Clark.
Vanaf 1910 diende Vodery als muzikaal leider voor uitvoeringen in het Howard Theater in Washington D.C. tot 1911. Gedurende deze tijd schreef hij mee aan muziek en songteksten voor My Friend from Dixie van J. Leubrie Hill. Deze show werd vervolgens herzien en uitgebreid naar de Darktown Follies. Darktown Follies werd een van de belangrijkste shows in het Lafayette Theatre in Harlem. Terwijl Vodery de muziek componeerde voor de show From Dixie to Broadway (1924), is hij het meest bekend om de vocale en koorarrangementen, die hij creëerde voor de oorspronkelijke Broadway-toneelproductie van de klassieke musical Show Boat (1927). Zijn arrangementen voor de show werden opnieuw gebruikt in de Londense productie van de show (1928) en de eerste revival op Broadway (1932), evenals in de Universal Pictures-filmversie (1936) en de proloog van de geluidsfilmversie (ook van Universal) uit 1929 van de roman van Edna Ferber, waarop de show is gebaseerd. De originele arrangementen van Vodery werden gecombineerd met nieuwe door Pembroke Davenport voor de Broadway-revival van Show Boat in 1946.
Vodery creëerde ook de vocale arrangementen voor verschillende edities van de Ziegfeld Follies. Hij orkestreerde ook George Gershwin's eenacts opera Blue Monday. Met Will Marion Cook schreef hij de show Swing Along (1929). Vodery had een belangrijke invloed op Duke Ellington. Ook in 1929 prees Vodery, in zijn hoedanigheid van muzikaal begeleider van Ziegfeld, Ellington aan voor Show Girl. Volgens auteur John Hasse kreeg Ellington misschien tijdens de uitvoering van Show Girl wat hij later waardevolle lessen in orkestratie noemde van Will Vodery. Auteur Barry Ulanov schreef over deze relatie: 'Uit Vodery, zoals hij (Ellington) zelf zegt, ontleende hij zijn chromatische overtuigingen, zijn gebruik van de tonen die gewoonlijk vreemd waren aan de diatonische toonladder, met de daaruit voortvloeiende wijziging van het harmonische karakter van zijn muziek, de verbreding ervan, de verdieping van zijn bronnen. Het is gebruikelijk geworden om de klassieke invloeden op Duke - Frederick Delius, Claude Debussy en Maurice Ravel - toe te schrijven aan het directe contact met hun muziek. Zijn serieuze waardering voor die en andere moderne componisten kwam eigenlijk na zijn ontmoeting met Vodery'.
Van 1929 tot 1932 was Vodery arrangeur en muzikaal leider van Fox Films in Hollywood. Na zijn tijd bij Fox verhuisde Vodery terug naar New York, waar hij muziek bleef arrangeren voor shows als Shuffle Along uit 1933 en verschillende edities van Leonard Harpers revues in de Cotton Club, een cultureel monument in Harlem. In 1942 was hij muzikaal leider van Ed Sullivans Harlem Cavalcade. Ondanks zijn succes en populariteit in die tijd, is Vodery tegenwoordig grotendeels onbekend, deels omdat hij geen schermkrediet ontving in de filmversie van Show Boat uit 1936, en deels omdat sommige moderne producties van de show zijn arrangementen niet gebruiken. Hij overleed op 18 november 1951, slechts vier maanden nadat Metro-Goldwyn-Mayers Technicolor-filmversie uit 1951 van Show Boat, waar hij niet aan werkte, was uitgebracht.

## Overlijden
Will Vodery overleed in november 1951 op bijna 66-jarige leeftijd.

## Discografie

### Composities en arrangementen
- 1914: Carolina Fox Trot, voor solo piano
- 1922: Blue Monday, opera door George Gershwin, orkestraties door Will Vodery in overleg met de componist
- 1924: From Dixie to Broadway,  musical, alle muziek en orkestraties door de componist
- 1924: Waikiki Is Calling Me, wals voor piano
- ????: Ziegfeld Follies (1924-1937), arrangeur en orkestrator voor Fox Film Corporation
- ????: Blackbirds (1924–1938), musical revues, arrangeur en orkestratie
- 1927: Show Boat, arrangeur en orkestrator
- 1928: Keep Shufflin', arrangeur en orkestrator
- 1929: Swing Along, co-componist met Will Marion Cook, ook arrangeur en orkestrator
- 1930: Such Men Are Dangerous, orkestrator
- 1933: Hills of Old New Hampshire, song
- 1946: The Darktown Poker Club, musical interlude, alle muziek en orkestraties

- International Standard Name Identifier: 0000 0000 3183 6979
- Library of Congress Control Number: n92097093
- Virtual International Authority File: 65670371
- WorldCat: E39PBJpyqx9JhPjfBWYvYq8jYP